# فروچو بوزونی

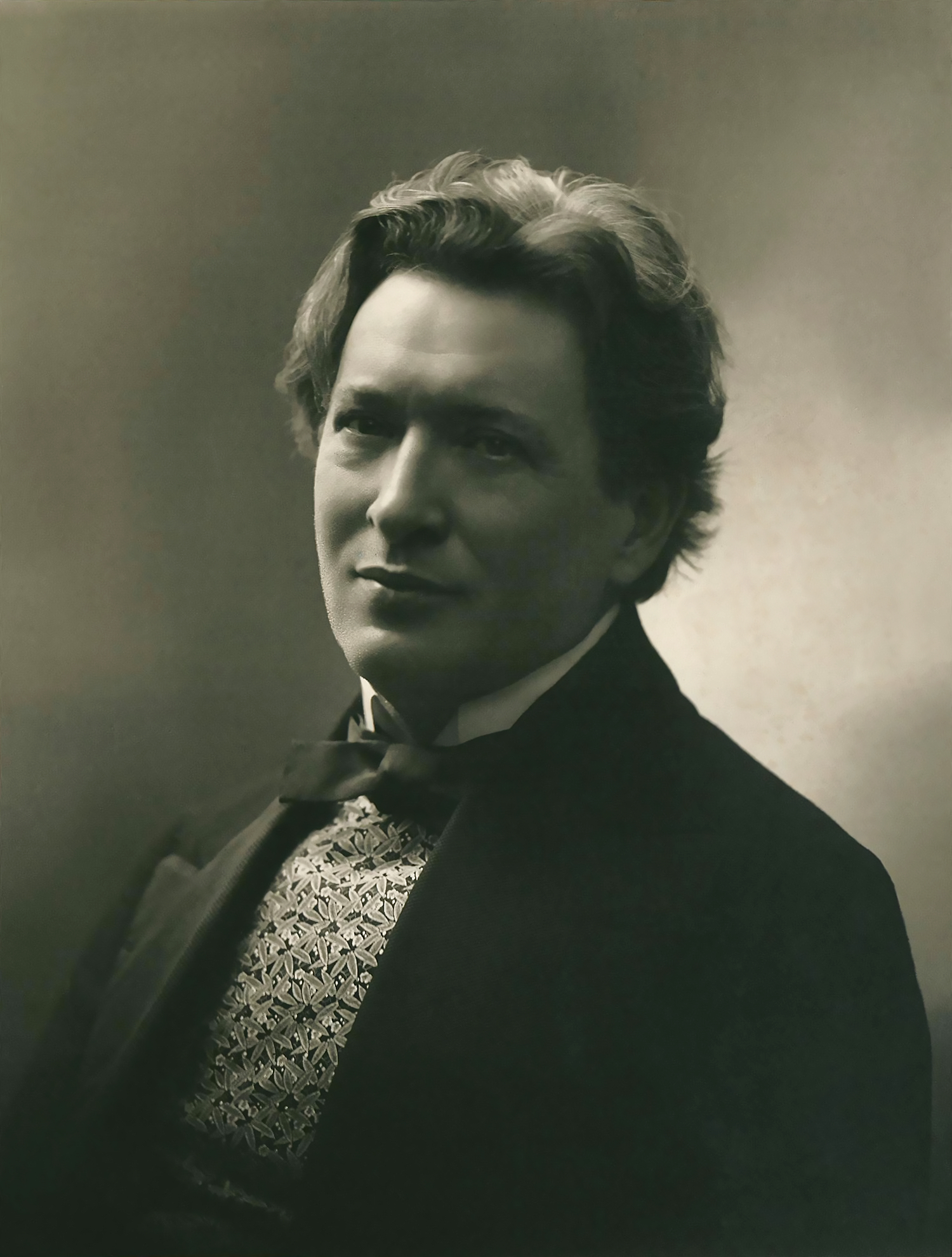
فِروچو بوزونی در سال ۱۹۱۳

فِروچو بوزونی (به ایتالیایی: Dante Michelangelo Benvenuto Ferruccio Busoni) (زادهٔ ۱ آوریل ۱۸۶۶، اِمپولی – درگذشتهٔ ۲۷ ژوئیهٔ ۱۹۲۴، برلین) آهنگساز، نوازندهٔ پیانو، آموزگار موسیقی، و رهبر ارکستر اهل ایتالیا بود.

## برخی از آثار
- کنسرتو پیانو
- دو سونات برای پیانو
- توکاتا برای پیانو
- سوئیت برای کلارینت و سازهای زهی

## شنیدن آثار
- youtube
- deezer